# Torsão de uma curva

Nó toral com vetores tangente T (rosa), normal N (marrom) e binormal B (verde).

A torção(τ) é uma propriedade de curvas no espaço tridimensional (r). Essa propriedade mede o quanto uma curva se projeta para fora do plano de curvatura por meio de um movimento "torsional" que pode ser no sentido de aproximar-se ou afastar-se do vetor normal. 
```

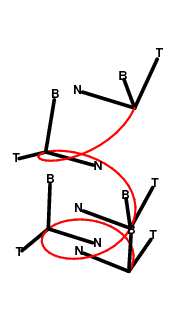
Triedro de Frenet-Serret ilustrando os vetores Tangente, Normal e Binormal

O módulo da torção é dado por 

  

    

      

        
τ

        
=

        

          

            

              

                
|

              

              

                
|

              

              

                

                  

                    
B

                  

                

                
′

              

              

                
|

              

              

                
|

              

            

            

              

                
|

              

              

                
|

              

              

                

                  

                    
r

                  

                

                
′

              

              

                
|

              

              

                
|

              

            

          

        

      

    

    
{\displaystyle \tau ={\frac {||{\textbf {B}}'||}{||{\textbf {r}}'||}}}

  

 onde 

  

    

      

        

          

            
B

          

        

      

    

    
{\displaystyle {\textbf {B}}}

  

 é o vetor binormal e 

  

    

      

        

          

            
r

          

        

      

    

    
{\displaystyle {\textbf {r}}}

  

 é o vetor que descreve uma curva parametricamente.
[
nota 1
]
```

Calcular a torção por esse método é extremamente trabalhoso porque envolve achar o vetor binormal {\displaystyle {\textbf {B}}} dado pelo produto vetorial {\displaystyle {\textbf {T}}\times {\textbf {N}}} o que por sua vez envolve achar os vetores normal {\displaystyle {\textbf {N}}} e tangente {\displaystyle {\textbf {T}}} incluindo normalizações e algumas derivações.  
Fórmulas mais simples podem ser deduzidas para a torção e para a curvatura que envolvem apenas o vetor {\displaystyle {\textbf {r}}} e suas derivadas, tornando o cálculo destas uma tarefa consideravelmente mais simples. Elas são dadas por:
{\displaystyle \tau ={\frac {{\textbf {r}}'\times {\textbf {r}}''.{\textbf {r}}'''}{||{\textbf {r}}'\times {\textbf {r}}''||^{2}}}} (torção)  e  {\displaystyle \kappa ={\frac {||{\textbf {r}}'\times {\textbf {r}}''||}{||{\textbf {r}}'||^{3}}}} (curvatura)

## Demonstração[1]
Seja {\displaystyle \mathbf {r} (t)} a parametrização de uma curva e {\displaystyle s(t)=\int _{0}^{t}\|r'(t)\|dt}. Então vale:
1. {\displaystyle {\textbf {s}}'=||{\textbf {r}}'||}
2. {\displaystyle {\textbf {T}}'=s'\kappa {\textbf {N}}}
3. {\displaystyle {\textbf {N}}'=s'\tau {\textbf {B}}-s'\kappa {\textbf {T}}},
onde {\displaystyle \mathbf {T} }, {\displaystyle \mathbf {N} } e {\displaystyle \mathbf {B} } são os vetores unitários tangente, normal e binormal, respectivamente.
A ideia é calcular as três primeiras derivadas de {\displaystyle {\textbf {r}}} e relacioná-las à torção e curvatura. Dessa forma:
{\displaystyle {\textbf {r}}'=||{\textbf {r}}'||{\textbf {T}}} onde fizemos a decomposição do vetor {\displaystyle {\textbf {r}}} em módulo {\displaystyle ||{\textbf {r}}'||} e direção {\displaystyle {\textbf {T}}}
{\displaystyle {\textbf {r}}'=s'{\textbf {T}}} onde utilizamos a igualdade 1.

A derivada segunda de {\displaystyle {\textbf {r}}} é dada pela derivação da expressão acima de {\displaystyle {\textbf {r}}'} utilizando a regra do produto:
{\displaystyle {\textbf {r}}''=s''{\textbf {T}}+s'{\textbf {T}}'}

Utilizando a igualdade 2. temos:
{\displaystyle {\textbf {r}}''=s''{\textbf {T}}+s'^{2}\kappa {\textbf {N}}}

Calculemos a derivada de terceira ordem de {\displaystyle {\textbf {r}}} derivando a expressão anterior para {\displaystyle {\textbf {r}}''} :
{\displaystyle {\textbf {r}}'''=s'''{\textbf {T}}+s''{\textbf {T}}'+2s's''\kappa {\textbf {N}}+s'^{2}(\kappa '{\textbf {N}}+\kappa {\textbf {N}}')} onde utilizamos apenas a regra do produto.

Lançando mão das igualdades 2. e 3. (evidenciadas entre colchetes)
{\displaystyle {\textbf {r}}'''=s'''{\textbf {T}}+s''[s'\kappa {\textbf {N}}]+2s's''\kappa {\textbf {N}}+s'^{2}(\kappa '{\textbf {N}}+\kappa [s'\tau {\textbf {B}}-s'\kappa {\textbf {T}}])}

Simplificando e colocando {\displaystyle {\textbf {T}}}, {\displaystyle {\textbf {N}}} e {\displaystyle {\textbf {B}}} em evidência:
{\displaystyle {\textbf {r}}'''=(s'''-s'^{3}\kappa ^{2}){\textbf {T}}+(3s''s'\kappa +s'^{2}\kappa '){\textbf {N}}+(s'^{3}\kappa \tau ){\textbf {B}}}

Nossas três derivações ficaram assim:
{\displaystyle {\textbf {r}}'=s'{\textbf {T}}}
{\displaystyle {\textbf {r}}''=s''{\textbf {T}}+s'\kappa {\textbf {N}}}
{\displaystyle {\textbf {r}}'''=(s'''-s'^{3}\kappa ^{2}){\textbf {T}}+(3s''s'\kappa +s'^{2}\kappa '){\textbf {N}}+(s'^{3}\kappa \tau ){\textbf {B}}}

Observemos que 
{\displaystyle {\textbf {r}}'\times {\textbf {r}}''=(s'{\textbf {T}})\times (s''{\textbf {T}}+s'^{2}\kappa {\textbf {N}})}
{\displaystyle {\textbf {r}}'\times {\textbf {r}}''=s'^{3}\kappa {\textbf {B}}}

Tomando o módulo temos:
{\displaystyle ||{\textbf {r}}'\times {\textbf {r}}''||=||s'^{3}\kappa {\textbf {B}}||}
{\displaystyle ||{\textbf {r}}'\times {\textbf {r}}''||=\kappa ||s'^{3}||} lembrando que o vetor binormal {\displaystyle {\textbf {B}}} é unitário

Isolando {\displaystyle \kappa } obtemos nosso primeiro resultado:
{\displaystyle \kappa ={\frac {||{\textbf {r}}'\times {\textbf {r}}''||}{||s'^{3}||}}} (curvatura)
Agora tomemos o produto escalar de {\displaystyle {\textbf {r}}'\times {\textbf {r}}''} com {\displaystyle {\textbf {r}}'''}
{\displaystyle {\textbf {r}}'\times {\textbf {r}}''\cdot {\textbf {r}}'''=s'^{3}\kappa {\textbf {B}}\cdot [(s'''-s'^{3}\kappa ^{2}){\textbf {T}}+(3s''s'\kappa +s'^{2}\kappa '){\textbf {N}}+(s'^{3}\kappa \tau ){\textbf {B}}]}

O que se reduz a:
{\displaystyle {\textbf {r}}'\times {\textbf {r}}''\cdot {\textbf {r}}'''=s'^{3}\kappa {\textbf {B}}\cdot (s'^{3}\kappa \tau ){\textbf {B}}}
{\displaystyle {\textbf {r}}'\times {\textbf {r}}''\cdot {\textbf {r}}'''=s'^{6}\kappa ^{2}\tau }

Sendo {\displaystyle ||{\textbf {r}}'\times {\textbf {r}}''||=s'^{3}\kappa }, temos:
{\displaystyle {\textbf {r}}'\times {\textbf {r}}''\cdot {\textbf {r}}'''=(s'^{3}\kappa )^{2}\tau =||{\textbf {r}}'\times {\textbf {r}}''||^{2}\tau }

Isolando {\displaystyle \tau }:
{\displaystyle \tau ={\frac {{\textbf {r}}'\times {\textbf {r}}''\cdot {\textbf {r}}'''}{||{\textbf {r}}'\times {\textbf {r}}''||^{2}}}} (torção)
que é o nosso segundo e principal resultado.

## Propriedades da torção[2]
A torção mede a variação do vetor binormal em relação ao comprimento da curva(s).
Além de usar a curva r para calcular a torção, pode-se usar o vetor binormal.

{\displaystyle {dB \over ds}={d(T\times N) \over ds}={dT \over ds}\times N+T\times {dN \over ds}}
Como  {\displaystyle {dT \over ds}=\kappa N}, {\displaystyle {dB \over ds}=T\times {dN \over ds}}.

Isso implica que {\displaystyle {dB \over ds}} é ortogonal a T  e  {\displaystyle {dB \over ds}} é ortogonal a B. 
Logo,  {\displaystyle {dB \over ds}}é paralelo a N, ou seja,  {\displaystyle {dB \over ds}=-\tau N}.

O sinal negativo indica que quando {\displaystyle \tau >0,{dB \over ds}} está no sentido -{\displaystyle {\textbf {N}}}. Então, se P é um ponto sobre a curva movendo-se no sentido positivo, {\displaystyle {\textbf {B}}} gira em torno de {\displaystyle {\textbf {T}}} como um parafuso de rosca direita sendo apertado, caso seja negativa, seria como um parafuso de rosca esquerda.

Quanto maior o valor da torção, mais esticada são as curvas. No entanto, se esticada até o infinito, a curva passa a ser uma reta.